# Astronomy Domine
«Astronomy Domine» es una canción de la banda británica de rock psicodélico Pink Floyd. El nombre original era «Astronomy Domine (An Astral Chant)» (Señor de los astros (un canto astral) donde domine es señor en latín. La canción fue compuesta y escrita en 1967 por Syd Barrett, uno de los miembros fundadores de la banda. Es el primer tema del aclamado álbum debut The Piper at the Gates of Dawn. Es considerada una de las primeras piezas musicales del género space rock en la historia, y junto con «Interstellar Overdrive» del mismo álbum, representa la incursión de la banda en este género durante el álbum.

## Composición
Al principio de la canción se puede oír la voz del entonces mánager Peter Jenner, mencionando los nombres de algunas estrellas a través de un megáfono, dando la sensación de ser sonidos provenientes del espacio exterior con la voz de Jenner como la de un astronauta. En los siguientes segundos se puede escuchar un constante sonido parpadeante proseguido por la distintiva batería de Nick Mason y la siniestra tonada en la guitarra Fender Esquire de Barrett, poco tiempo después Richard Wright aparece con su órgano Farfisa continuando con la atmósfera espacial. A continuación comienza la parte vocal a cargo de Barrett y Wright, básicamente ambientada en un tono con referencia al espacio exterior y el cosmos para continuar el ciclo. Siendo estas, unas de las primeras grandes creaciones de Barrett, donde se puede notar su gran forma de tocar su distinguida Fender llena de espejos.
La inspiración del tema ha sido asumida por algunos como una de las ideas de Barrett con referencia a sus primeras experiencias con LSD, entremezclándose con su interés por la astronomía. También se sabe que Barrett utilizando su Fender Esquire con una pedalera de eco Binson, creando así, unos efectos psicodélicos de eco. 
Fue utilizada constantemente en sus primeras presentaciones, y la versión original del álbum es considerada como la definitiva; aunque también aparece una versión en el disco en vivo Ummagumma, más larga y con David Gilmour reemplazando a Syd Barrett en la guitarra y la voz, debido al declive mental de Syd. Se incluyó también en P·U·L·S·E, disco doble en vivo y recopilatorio publicado en 1995 y también el álbum no oficial que precede a P-U-L-S-E, A Passage of Time y A Night In Italy, ambos recopilan el concierto del Stadio delle Alpi, en Turín, el 13 de septiembre de 1994.

## Personal
The Piper at the Gates of Dawn
- Syd Barrett - guitarras eléctricas líder y rítmica, voz.
- Rick Wright - órgano Farfisa, voz.
- Roger Waters - bajo.
- Nick Mason - batería.

con:
- Peter Jenner - voz distorsionada (intro)

Ummagumma (versión en directo)
- David Gilmour - guitarra, voz.
- Rick Wright - órgano Farfisa, voz.
- Roger Waters - bajo, coros.
- Nick Mason - batería.